# Stratencircuit Bremgarten
Het Stratencircuit Bremgarten was een stratencircuit in het Zwitserse Bern.
Al in 1934 raceten voor het eerst auto's op Bremgarten. Het 7,3 km lange parcours slingerde zich over Zwitserse boswegen, rechte stukken waren er nauwelijks. Er hingen bomen over het circuit, dat hier en daar zelfs met kasseien was bestraat. Een serieuze beproeving voor wagens en coureurs dus.
Giuseppe Farina won er in het eerste Wereldkampioenschap Formule 1 in 1950, het jaar daarop zegevierde Juan Manuel Fangio.
In 1955 was het afgelopen met het racen op het stratencircuit. De Zwitserse overheid verbood de sport naar aanleiding van de ramp in Le Mans, waar 81 doden vielen. Het verbod geldt nog steeds, al is er in 1982 nog wel een keer een Zwitserse Grand Prix gehouden over de grens, in Dijon-Prenois. Af en toe worden ook nog heuvelklimraces gehouden in Zwitserland.